# Kameradschaft der Deutschen Künstler

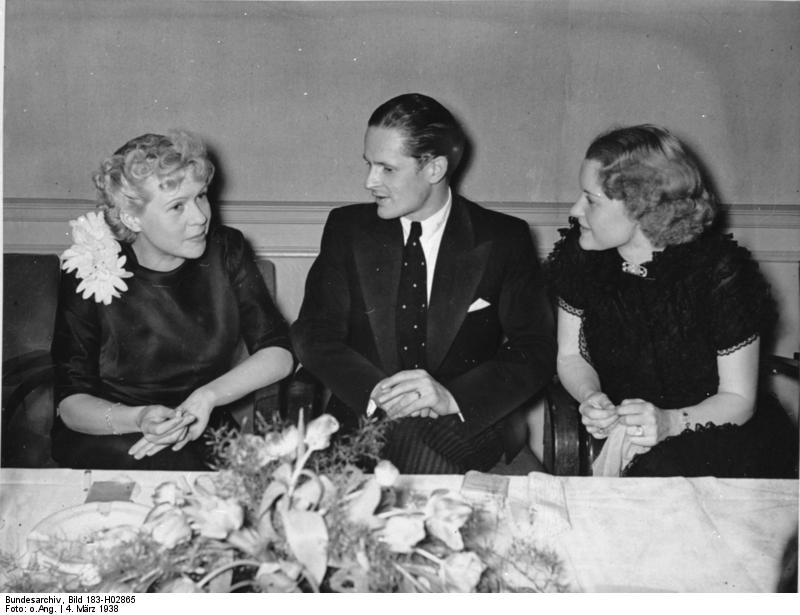
Kameradschaftsabend anlässlich der Tagung der Reichsfilmkammer in der Kameradschaft der Deutschen Künstler in Berlin am 4. März 1938; v.l. Fita Benkhoff, Ewald von Demandowsky und Hilde Krüger, Aufnahme aus dem Bundesarchiv

Die Kameradschaft der Deutschen Künstler (KDDK) war eine 1934 gegründete nationalsozialistische Organisation mit Sitz an der Viktoriastraße 3–4 in Berlin, die aus dem  Bund nationalsozialistischer Bühnen- und Filmkünstler des späteren Reichsbühnenbildners Benno von Arent seit 1932 hervorgegangen war. Sie vereinigte in erster Linie darstellende Künstler, Musiker und Filmschaffende, veranstaltete „Kameradschaftsabende“ und gab eine Zeitschrift namens Blätter der Kameradschaft der Deutschen Künstler heraus. 
Der Verein gehörte zu den korporativen Mitgliedern der Reichstheaterkammer. Nach dem Handbuch der Reichskulturkammer 1937 sollte die Organisation „alle künstlerisch schöpferischen Menschen aufgrund des Leistungsprinzips zu einer kameradschaftlichen Gemeinschaft vereinigen, deren bestimmende Grundlage die nationalsozialistische Weltanschauung ist“.
Funktionäre des Vereins waren unter anderem der Schauspieler Theodor Loos, der Filmdramaturg Ewald von Demandowsky, der Musikwissenschaftler Peter Raabe und der Pianist Wilhelm Backhaus. 
Der Vortrag Der Hund des Aubry, den Gustaf Gründgens 1943 vor der Kameradschaft der Deutschen Künstler hielt, prägte einen kulturkonservativen und antifranzösischen Theaterbegriff.